# John Kagwe
John Karunga Kagwe (9 gennaio 1969) è un ex maratoneta keniota.

## Competizioni internazionali
1994
- 16º alla Maratona di Boston ( Boston) - 2h11'52"
- Bronzo alla Twin Cities Marathon ( Saint Paul) - 2h12'25"
- Argento alla Maratona di Cleveland ( Cleveland) - 2h16'04"
- 4º alla Mezza maratona di Philadelphia ( Filadelfia) - 1h03'17"
- Bronzo alla New Haven Road Race ( New Haven), 20 km - 58'48"
- Argento alla Newark Distance Run ( Newark), 20 km - 1h00'07"
- 9º alla Shamrock Sportsfest (] Virginia Beach), 8 km - 23'37"

1995
- 5º alla Maratona di New York ( New York) - 2h11'42"
- Oro alla Maratona di Pittsburgh ( Pittsburgh) - 2h10'24"
- 6º alla Mezza maratona di Philadelphia ( Filadelfia) - 1h02'24"
- Argento alla Mezza maratona di Schaumburg ( Schaumburg) - 1h03'37"
- Oro alla Mezza maratona di Allentown ( Allentown) - 1h04'49"
- Oro alla Mezza maratona di Atlantic City ( Atlantic City) - 1h04'53"
- 14º alla New Haven Road Race ( New Haven), 20 km - 1h01'30"
- 6º alla Cherry Blossom Ten Miles ( Washington) - 47'14"
- Oro alla Huntington Distance Classic ( Huntington), 10 miglia - 46'47"
- Bronzo alla Sallie Mae 10 km ( Washington) - 28'47"

1996
- 4º alla Maratona di New York ( New York) - 2h10'59"
- 6º alla Mezza maratona di Lisbona ( Lisbona) - 1h01'31"
- 4º alla Mezza maratona di Philadelphia ( Filadelfia) - 1h02'14"
- Oro alla Mezza maratona di San Diego ( San Diego) - 1h03'28"
- Oro alla Mezza maratona di Hartford ( Hartford) - 1h04'38"
- Oro alla Mezza maratona di Allentown ( Allentown) - 1h05'38"
- 5º alla New Haven Road Race ( New Haven), 20 km - 1h00'59"
- Bronzo alla Arizona 10 km ( Phoenix) - 28'19"

1997
- Oro alla Maratona di New York ( New York) - 2h08'12"
- Oro alla Maratona di Praga ( Praga) - 2h09'07"
- Oro alla Old Kent River Bank Run ( Grand Rapids), 25 km - 1h15'21"
- Argento alla Mezza maratona di Philadelphia ( Filadelfia) - 1h01'18"
- Oro alla New Haven Road Race ( New Haven), 20 km - 59'09"
- 11º alla Cherry Blossom Ten Miles ( Washington) - 48'13"
- Bronzo alla Huntington Distance Classic ( Huntington), 10 miglia - 48'11"
- Bronzo alla El Paso Juarez International Classic ( El Paso), 15 km - 45'10"
- 14º alla Harvard Pilgrim ( Providence), 5 km - 13'46"

1998
- 5º alla Maratona di Boston ( Boston) - 2h08'51"
- Oro alla Maratona di New York ( New York) - 2h08'45"
- 14º alla Mezza maratona di Lisbona ( Lisbona) - 1h01'58"
- 8º alla Mezza maratona di Philadelphia ( Filadelfia) - 1h06'12"
- 6º alla New Haven Road Race ( New Haven), 20 km - 1h00'46"
- 5º alla Cherry Blossom Ten Miles ( Washington) - 46'43"
- 5º alla El Paso Juarez International Classic ( El Paso), 15 km - 45'36"
- 15º alla Harvard Pilgrim ( Providence), 5 km - 14'05"

1999
- 5º alla Maratona di Boston ( Boston) - 2h13'57"
- 5º alla Maratona di New York ( New York) - 2h09'39"
- 18º alla Mezza maratona di Lisbona ( Lisbona) - 1h04'28"
- Oro alla Mezza maratona di Yonkers ( Yonkers) - 1h04'03"
- 8º alla New Haven Road Race ( New Haven), 20 km - 1h01'52"

2000
- 6º alla Maratona di Boston ( Boston) - 2h12'26"
- 10º alla Maratona di New York ( New York) - 2h17'02"
- 15º alla Mezza maratona di Amsterdam ( Amsterdam) - 1h03'30"
- 10º alla New Haven Road Race ( New Haven), 20 km - 1h03'30"
- Argento alla Newark Distance Run ( Newark), 20 km - 1h00'46"

2001
- 7º alla Maratona di New York ( New York) - 2h11'57"
- 32º alla Maratona di Londra ( Londra) - 2h23'28"
- Oro alla Maratona di San Diego ( San Diego) - 2h10'07"
- Oro alla Old Kent River Bank Run ( Grand Rapids), 25 km - 1h14'06"
- 16º alla Mezza maratona di Lisbona ( Lisbona) - 1h02'01"
- 5º alla Mezza maratona di Philadelphia ( Filadelfia) - 1h02'47"
- 14º alla Mezza maratona di Virginia Beach ( Virginia Beach) - 1h04'50"
- 7º alla World's Best 10 km ( San Juan) - 29'32"

2002
- 7º alla Maratona di Chicago ( Chicago) - 2h10'02"
- 9º alla Old Kent River Bank Run ( Grand Rapids), 25 km - 1h17'52"
- 6º alla Mezza maratona di Virginia Beach ( Virginia Beach) - 1h02'36"
- 5º alla Mezza maratona di Philadelphia ( Filadelfia) - 1h03'31"
- Bronzo alla Mezza maratona di Parkersburg ( Parkersburg) - 1h06'27"

2003
- 9º alla Maratona di New York ( New York) - 2h14'08"
- 10º alla Maratona di San Diego ( San Diego) - 2h14'49"
- 6º alla Mezza maratona di Philadelphia ( Filadelfia) - 1h02'47"
- Argento alla Mezza maratona di Boston ( Boston) - 1h03'15"
- 4º alla Mezza maratona di Indianapolis ( Indianapolis) - 1h04'57"
- 24º alla Mezza maratona di Virginia Beach ( Virginia Beach) - 1h08'14"

2004
- 7º alla Maratona di New York ( New York) - 2h12'35"
- 13º alla Mezza maratona di Virginia Beach ( Virginia Beach) - 1h05'25"

2005
- 7º alla Maratona di Las Vegas ( Las Vegas) - 2h27'46"

2006
- 9º alla Maratona di Los Angeles ( Los Angeles) - 2h15'32"
- 8º alla Maratona di Sapporo ( Sapporo) - 2h23'24"